# Cancelamento (televisão)
Na televisão, cancelamento  refere-se a quando um programa é encerrado abruptamente por ordens da emissora ou da distribuidora do programa. O termo é originário dos Estados Unidos e geralmente é usado para séries ou programas de TV exibidos originalmente em canais de TV comerciais.
Os programas são normalmente cancelados por motivos financeiros; seja por baixa audiência ou razões que possam levar a uma menor receita de publicidade ou assinatura, levando as redes a substituí-lo por outro programa com potencial para obter um lucro maior. Da mesma forma, um orçamento desproporcionalmente alto de um programa é potencialmente indesejável (o que é controverso, pois programas importantes têm efeitos sobre a audiência de programas que vão ao ar antes e depois; um programa caro pode ter prejuízo se tiver suas cotas de publicidade vendidas a um preço muito baixo e ter um aumento nos índices de audiência de outros programas na grade de programação, enquanto um programa lucrativo de baixo orçamento ainda pode ser cancelado se diminuir a audiência dos programas próximos na grade). Outras razões potenciais para o cancelamento de programas de televisão incluem críticas negativas, controvérsias envolvendo o elenco do programa, conflitos entre os membros da equipe do programa ou para abrir espaço para uma nova programação.
Programas cujas exibições terminam devido a uma decisão criativa mútua de seus criadores, produtores, elenco e da emissora em que o programa ao ar (como Seinfeld, The Sopranos ou The Cosby Show) não são considerados "cancelados", mas sim "finalizados " ou "concluídos", com um último episódio final produzido. Mesmo assim, programas que terminam suas exibições dessa maneira às vezes são declarados incorretamente como cancelados, mesmo que o programa tenha sido renovado para uma última temporada (como foi o caso do talent show estadunidense American Idol, pelo qual o termo foi aplicado incorretamente após o anúncio da Fox, Fremantle e a decisão da 19 Entertainment de renovar o programa para uma 15ª e última temporada em maio de 2015, a ir ao ar em 2016).

## Visão geral
As estações de televisão e rádio comerciais são financiados pela publicidade. Os canais de TV por assinatura têm o fluxo de receita adicional das taxas de assinatura (alguns países, como o Brasil e os Estados Unidos, exigem que o carregamento do sinal digital dos canais de TV aberta seja feito através de um acordo entre o canal e a operadora, chamado de retransmission consent, no entanto, isso não é universal; o Canadá, por exemplo, não permite essa prática). Os números de audiência são coletados por agências de medição de audiência (dentre as mais conhecidas, estão a estadunidense Nielsen e a brasileira Kantar Ibope), e os programas com os índices de audiência mais altos cobram uma taxa de publicidade mais alta para o canal. Como tal, programas com baixa audiência geralmente não são tão lucrativos.
Outros fatos pelos quais um programa pode ser cancelado estão o custo pelo qual é produzido. Por exemplo, a maioria dos game shows custam menos dinheiro para serem produzidos do que uma série ou telenovela, portanto, mesmo que os game shows tenham índices de audiência menores, podem evitar serem cancelados por possuir uma margem de lucro mais alta.
Os programas de televisão também podem ser cancelados por motivos que não sejam a audiência ou a lucratividade. Casos que podem ser citados na televisão brasileira são Xuxa Park, que foi cancelado em janeiro de 2001 em decorrência de um incêndio durante a gravação do programa. Casa dos Artistas e Qual é o Seu Talento foram cancelados por processos judiciais acusando ambos os programas de plágio. A minissérie O Marajá foi cancelada antes de sua exibição planejada em razão de um processo judicial movido pelo ex-presidente Fernando Collor. Despedida de Casado e a versão de 1975 de Roque Santeiro foram canceladas antes de serem exibidas em razão de proibição imposta pela censura da ditadura militar. Como Salvar Meu Casamento e Brida foram canceladas antes de terem seu final exibido em razão do fechamento da Rede Tupi e da Rede Manchete, respectivamente. Em 2020, vários programas de TV chegaram a ser cancelados como resultado da pandemia de COVID-19.
Uma série de televisão que tenta contar uma história longa, abrangente ou com subtramas pode ser cancelada antes mesmo de resolver todos os arcos da história e transmitir todos os episódios planejados. Em algumas séries que podem ser canceladas, os criadores podem tentar encerrar o final da temporada atual em um cliffhanger para dar aos fãs a impressão de que a série está inacabada e precisa continuar contando o resto da história, no entanto, mesmo isso pode não funcionar e pode produzir uma forte decepção entre os fãs se a série for cancelada de qualquer maneira.

## Programas salvos do cancelamento
Ocasionalmente, um programa pode receber um revival ou trazido de volta à produção após ter sido previamente cancelado. Nos Estados Unidos, esse foi o caso de Unforgettable, um drama policial da CBS que foi cancelado em 2012, mas foi trazido de volta em meados de 2013. Às vezes, um canal pode decidir reviver uma série previamente cancelada por outro canal. No Brasil, esse foi o caso de Drácula, uma História de Amor, que foi cancelada em razão da grave crise financeira que levou ao fechamento da Rede Tupi, em 1980, e foi revivida pela Rede Bandeirantes no mesmo ano, com o título de Um Homem Muito Especial. Nos Estados Unidos, as séries Family Matters e Step by Step passaram da ABC para a CBS em sua última temporada de produção. Isso é pouco comum e poucos programas obtiveram ganhos de audiência com sucesso ao mudar de rede.
As vendas em home video ou a audiência na TV por assinatura ou no streaming também ajudaram a reviver uma série de TV. Esse foi o caso de Firefly, que recebeu um revival na forma de um filme. Outro exemplo é Arrested Development, que recebeu uma quarta temporada em 2013 (sete anos depois de ser cancelado pela Fox) como uma série original da Netflix, depois que os episódios de sua exibição inicial se tornaram populares no serviço de streaming.
Em outros casos, a resposta esmagadora dos fãs pode levar uma série de TV a voltar a ser produzida. Um exemplo é a versão original de Star Trek, que ganhou uma temporada adicional após uma campanha dos fãs, que enviaram cartas para a emissora NBC. Em 2007, Jericho recebeu novos sete episódios depois que os fãs enviaram milhares de toneladas de nozes para os executivos da CBS (uma referência a uma frase dita por um dos personagens no final da temporada).
Em algumas situações, uma série de televisão pode ser revivida anos depois de ter sido cancelada. Frequentemente, isso ocorre na forma de um programa derivado com novos personagens (como Star Trek: The Next Generation, que estreou dezoito anos depois que a série original saiu do ar). Doctor Who, que foi cancelado pela BBC em 1989, foi trazido de volta em 2005, como uma continuação da série original. Ambas as franquias também produziram filmes derivados nos períodos em que foram canceladas. Essa abordagem teve maior exposição na década de 2010, com programas como Girl Meets World (uma continuação de Boy Meets World), Fuller House (uma continuação de Full House), Will & Grace e Roseanne, todos retornando à televisão décadas depois que a série original foi ao ar.[carece de fontes?]